# Yamaha Virago 535
La Yamaha Virago 535 es una motocicleta tipo crucero de tamaño mediano ligero fabricada por la Yamaha Motor Corporation. Es una de varias en la línea de motocicletas Virago. Tiene un motor con un desplazamiento de 535 cc.
Es única en cuanto a que es una de las cruceras más pequeñas en tener una transmisión de eje cardán y también un motor en V de 2 cilindros. También se distingue por tener un cuerpo con mucho cromo. 
El modelo fue descontinuado en el 2004 en EE. UU. y en el 2003 en el Reino Unido cuando las líneas de motocicletas  "Star" y "Dragstar se convirtieron en las líneas de motocicletas tipo crucero de Yamaha.